# Inyección de firmes
En Ingeniería civil, la operación de inyección de firmes tiene como objetivo producir la consolidación de la base de los firmes (base sobre la que se instalan las losetas), mediante la introducción de un material suficientemente rígido como para absorber los movimientos verticales de la losa producidos como consecuencia del impacto súbito de los vehículos pesados.
Las propiedades de este material no residen tanto en la resistencia propia del mismo, como en la capacidad de rellenar huecos.

## La inyección de firmes c. sistemas tradicionales
Cuando el problema del firme reside en la base, debido a un índice de huecos elevado, con la inyección se consigue la rehabilitación estructural en su totalidad. En todo caso, si fuese necesario mejorar también irregularidades superficiales, se solucionaría utilizando sólo una fina capa de aglomerado. 
La técnica habitual que consiste en recubrir el firme con una capa considerable de aglomerado resulta, además de bastante más cara, mucho menos efectiva a medio y largo plazo ya que no se resuelve el problema estructural. 

## Fases de la inyección de firmes
La inyección de firmes consta de las siguientes fases:

### Perforación
Se realizan taladros en las losas que permitirán la posterior inyección del material a introducir. 

### Soplado
Tras la perforación el siguiente paso es el de soplar, que permite limpiar los taladros de los residuos sólidos de la perforación y facilitar la comunicación entre estos.  

### Sellado
El sellado tiene la finalidad de evitar fugas de lechada, y consiste en asegurar  la estanqueidad de las juntas.

### Inyección
La inyección se realiza de forma progresiva, barriendo los taladros en secciones transversales a la calzada. Los taladros se taponarán con cuñas de madera que impidan la salida de lechada y permitan conservar la presión hasta que se inicie el fraguado de la lechada.

### Limpieza
El último paso del proceso es la limpieza de los residuos, que debe de realizarse inmediatamente para evitar que endurezca  sobre la calzada.
- Datos: Q5919658